# Liaocheng
Liaocheng (kinesisk skrift: 聊城, pinyin: Liáochéng) også kendt som «Vandbyen», er en by på præfekturniveau i den vestligste del af provinsen Shandong i Folkerepublikken Kina. Den grænser til Jinan i sydøst, Dezhou i nordøst, Tai'an i syd, og provinserne Hebei og Henan i vest.  Kejserkanalen løber gennem området. Præfekturet har et areal på 8,715 km2 og en befolkning på 5.810.000
mennesker (2007).
Området er en stor kul-region, og byen har ikke mindre end 4 kulkraftværker, det største med en kapacitet på 2.640 MW. 

## Administration
Liaocheng administrerer et distrikt, et byamt og seks amter.
- Dongchangfu distrikt (东昌府区)
- Linqing byamt (临清市)
- Yanggu amt (阳谷县)
- Dong'e amt (东阿县)
- Chiping amt (茌平县)
- Gaotang amt (高唐县)
- Guan amt (冠县)
- Shen amt (莘县)

## Uddannelse
- Liaocheng University (聊城大学)

36°27′29″N 115°59′9″Ø / 36.45806°N 115.98583°Ø